# Kermit Gordon

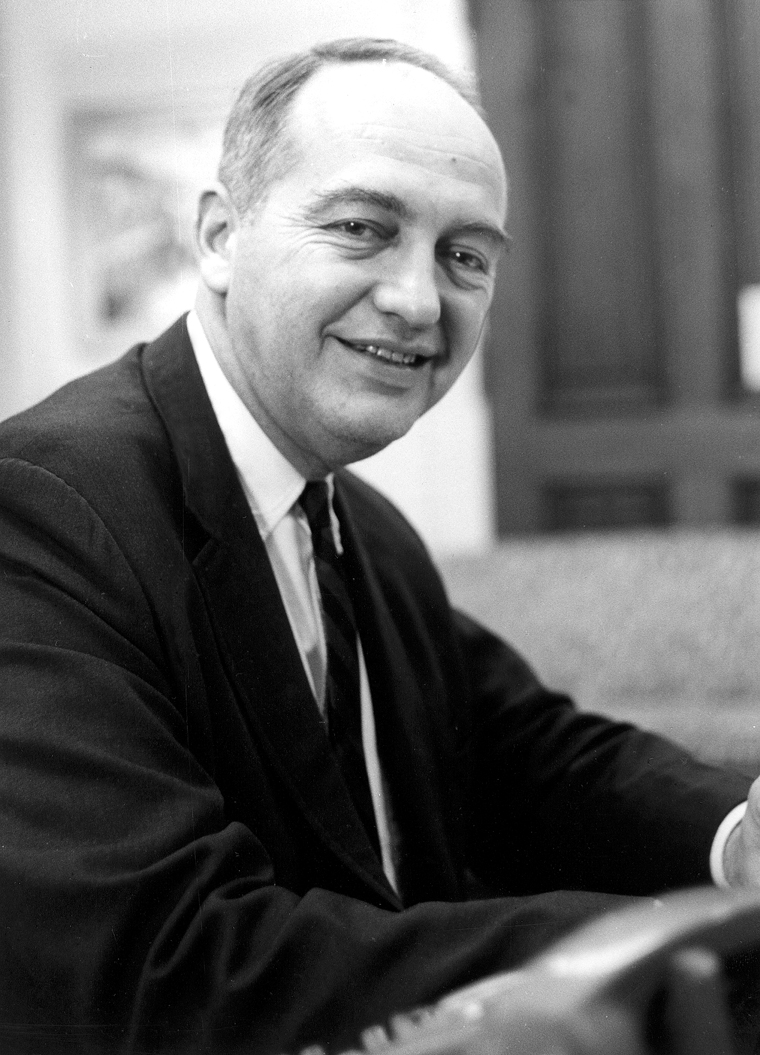
Kermit Gordon

Kermit Gordon (* 1916 in Philadelphia, Pennsylvania; † 21. Juni 1976 in Washington, D.C.) war ein US-amerikanischer Wirtschaftswissenschaftler und Hochschullehrer, der auch Direktor des Bureau of the Budget war.

## Leben
Nach dem Besuch der High School von Upper Darby begann er 1933 ein Studium am Swarthmore College und schloss dieses 1938 mit einem Bachelor of Arts (B.A.) ab. Im Anschluss absolvierte er von 1938 bis 1939 mit einem Rhodes-Stipendium an der University of Oxford sowie danach ein postgraduales Studium an der Harvard University und leistete während des Zweiten Weltkrieges seinen Militärdienst in der US Army.
Nach dem Ende des Krieges übernahm er 1946 eine Professur für Wirtschaftswissenschaft am Williams College in Williamstown (Massachusetts) und lehrte dort bis 1962. Während dieser Zeit war er von 1961 bis 1962 auch Mitglied des Council of Economic Advisers. Anschließend war er zwischen Dezember 1962 und Juni 1965 Direktor des Bureau of the Budget und in dieser Funktion auch Mitglied der Kabinette von John F. Kennedy und Lyndon B. Johnson. 1963 wurde er in die American Academy of Arts and Sciences und 1971 in die American Philosophical Society gewählt.
Nach Beendigung seiner Tätigkeit in der Regierung war er zwischen 1965 und seinem Tode 1976 Mitarbeiter der Brookings Institution, aber zeitweise auch für das Außenministerium sowie die Ford Foundation tätig. Außerdem war er Vorsitzender des Health Insurance Advisory Council von 1965 bis 1967 sowie Mitglied des Advisory Council on Social Security zwischen 1968 und 1971 und Mitglied des Federal Pay Board von 1971 bis 1972.
Seine Schriftwechsel und Dokumente befinden sich in der John F. Kennedy Presidential Library & Museum. Ihm zu Ehren werden seit 1985 die Kermit-Gordon-Stipendien für jeweils zehn Studenten im Gesundheitswesen aus dem Berkshire County vergeben, die mit jeweils 1.000 US-Dollar dotiert sind.